# Brezovica pri Zlatem Polju
Brezovica pri Zlatem Polju je naselje v Občini Lukovica.